# Grünlach
Grünlach (mundartlich: Grülach, Gríndlə) ist ein Gemeindeteil der bayerisch-schwäbischen Großen Kreisstadt Lindau (Bodensee).

## Geografie
Die Einöde liegt circa sechs Kilometer nördlich der Lindauer Insel. Nördlich der Ortschaft verläuft die Ländergrenze zu Tettnang in Baden-Württemberg. Südlich von Grünlach befindet sich Oberreitnau.

## Ortsname
Der Ortsname stammt vom Flurnamen Grindel für Riegel, Schlagbaum und bedeutet somit (Siedlung am/beim) Schlagbaum. Die Schreibweise entstand durch eine falsche Verhochdeutschung des Flurnamens.

## Geschichte
Grünlach wurde erstmals urkundlich im Jahr 1877 als Grünlach erwähnt. Der Ort gehörte einst zur Gemeinde Oberreitnau, die 1971 in der Gemeinde Reitnau aufging, welche ihrerseits 1976 in die Stadt Lindau eingemeindet wurde.